# Haplobasidion musae
Haplobasidion musae är en svampart som beskrevs av M.B. Ellis 1957. Haplobasidion musae ingår i släktet Haplobasidion, divisionen sporsäcksvampar och riket svampar.   Inga underarter finns listade i Catalogue of Life.